# 현대 RM20e
현대 RM20e (Racing Midship 20 Electrification)는 컨셉트 카 로서 2020년 베이징모터쇼에서 최초로 공개되었다. 이전까지는 내연기관 엔진을 사용하여 제작되었던 RM 시리즈 최초의 전동화 모델이며 차후 등장하게 될 N 모델의 고성능 전기차 양산을 위해 고성능 전기차를 제작하는 과정에서 쌓아올린 노하우를 습득하는 모델로 볼 수 있다. RM20e는 벨로스터 N(JS N)를 기반으로 제작되었으며 현대자동차가 지분 18%를 보유중인 크로아티아의 고성능 전기차 제조사인 리막 오토모빌리(Rimac Automobili)와 함께 개발했다.

## RM19와의 차이점
RM20e는 사실상 RM19까지 완성도가 올라간 차체 개발 기술에 전혀 다른 전동화 파워트레인을 적용하였기에 개발 차량의 플랫폼만 공유할 뿐 사실상 전혀 다른 기술이 투입되었다고 볼 수 있다.
RM19까지 사용하던 기존까지의 내연기관 파워트레인에서 벗어나 고성능 전기차를 만드는 전기모터 기술 및 모터를 제어하는 800V 고전압 시스템등이 적용되었으며 ETCR(Electronic Touring Car Race)을 위해 2019년 제작되어 프랑크푸르트 모터쇼에서 발표 된 벨로스터 N ETCR에서 적용된 기술과 기능이 투영된 컨셉트 모델이다.

## 상세
RM20e는 2019년에 공개된 RM19의 차체를 사용하고 차체의 중앙부에 파워트레인을 얹은 MR 구조를 그대로 사용하고 있다. 레이스카의 기술이 적용된 RM19와 마찬가지로 모터스포츠 활동을 통해 검증되고 확인 된 에어로 다이나믹스 파츠들이 적용되었다.
RM20e는 최고출력 810ps, 최대토크 97.9kgf.m을 발휘하는 전동화 파워트레인이 적용되었다. 차체 중앙에 위치한 4개의 전기모터는 1개당 148kW, 240Nm의 출력을 발휘하며 탑재된 배터리는 60kWh 용량을 갖추고 있다, 이러한 파워트레인으로 기존 RM19가 기록했던 0-100Km/h 가속시간이였던 4초 이내의 성능이 3초 이내로 단축되는 효과를 가져왔으며 0-200Km/h 가속시간은 9.88초로 발표되었다. RM20e는 이전까지 현대자동차그룹에서 양산되던 전기차에 적용하던 356V 전압시스템에서 향상된 800V 고전압 시스템을 적용했다. 이와 같은 고전압 시스템은 전기 파워트레인의 성능 향상 및 빠른 반응속도, 그리고 초고속 충전을 위해 필요한 기술로서 RM20e에 선행 적용된 800V 고전압 시스템은 2021년 이후 양산되는 현대자동차그룹의 전기차에서 사용될 예정에 있다.
이외에도 역동적인 주행 성능을 확보하기 위해 차체 구조를 전기차에 최적화 할 수 있도록 설계한 특징도 볼 수 있다. 운전석과 후륜 사이에 중량이 무거운 전기 모터와 배터리를 최대한 낮게 배치함으로서 무게 중심을 낮추고 RM 시리즈를 개발하면서 체득한 차체 무게 배분의 기술을 활용하여 고속 안정성과 민첩한 회두성능을 확보 할 수 있도록 설계되었다. 이러한 설계에 더불어 RM19에서 차용한 전륜 맥퍼슨 스트럿, 후륜 더블 위시본 서스펜션을 적용하고 3단계로 조절되던 댐핑 압력 조절 쇼크업소버가 적용되었다. 전륜 6 피스톤 후륜 4 피스톤의 브레이크 시스템은 RM19와 같으며 선회감속 등의 모터스포츠 조건을 위해 별도로 튜닝된 모터스포츠용 ABS 시스템도 동일하게 적용된다.

## 같이 보기
- 현대자동차
- 현대 N
- N DECODE